# Usechimorpha montanus
Usechimorpha montanus là một loài bọ cánh cứng trong họ Zopheridae. Loài này được Doyen & Lawrence miêu tả khoa học năm 1979.